# Fundacja „Żołnierzy Wyklętych”
Fundacja „Żołnierzy Wyklętych” – polska fundacja ustanowiona 12 czerwca 2007 aktem notarialnym 246 / 2007 przed notariuszem Ryszardem Domżałem. Fundacja ta z siedzibą w Warszawie ma osobowość prawną, a jej głównym statutowym celem jej upamiętnienie polskiego antykomunistycznego podziemia zbrojnego po 1944.
Jednym z honorowych fundatorów fundacji jest Andrzej Pilecki (syn rotmistrza Witolda), kapelanem zaś – ks. Józef Roman Maj.

## Fundatorzy Założyciele
- Henryk Ciszkowski – mgr inż. leśnik (Światowy Związek Żołnierzy Armii Krajowej)
- Maria Leska – żona Kazimierza Leskiego, oficera wywiadu Komendy Głównej AK
- Tadeusz Pawlicki – współautor filmu „Witold” w TVP
- Barbara Sułek-Kowalska – wykładowca Wydziału Dziennikarstwa UW
- prof. dr hab. Wiesław Wysocki – Dziekan Wydziału Historycznego USKW, autor książek o Witoldzie Pileckim
- Maciej Zakrocki – dziennikarz TVP
- Jan Żaryn – dyrektor Biura Edukacji Publicznej IPN